# Narrabeena
Narrabeena is een geslacht van sponsdieren uit de klasse van de Demospongiae (gewone sponzen).

## Soort
- Narrabeena lamellata (Bergquist, 1980)